# محمد مصطفى الرحمن
محمد مستفيض الرحمن بن المنشئ عبد المجيد الفيروزفوري (1 كانون الثاني (يناير) 1941-14 كانون الثاني (يناير) 2014) عالم إسلامي من بنغلاديش وأكاديمي ومترجم للقرآن . شغل منصب النائب السابع لرئيس الجامعة الإسلامية ، بنجلاديش من 10 ديسمبر 2001 إلى 2 أبريل 2004. كما شغل منصب أستاذ في جامعة دكا . أول عالم بنغلادشي يترجم القرآن إلى اللغة الإنجليزية ، كتب عبد الرحمن العديد من الكتب والمقالات العلمية عن الإسلام. 

## فهرس
كتب عبد الرحمن العديد من الكتب والمقالات العلمية عن الإسلام. يُعرف بأنه أول عالم بنغلاديشي يترجم القرآن إلى اللغة الإنجليزية.  من كتبه:
في بناقلة
- الترجمة البنغالية الكاملة للقرآن الكريم (بنجلي: কোরআন শরিফ পূর্ণাঙ্গ বঙ্গানুবাদ) ، [9] (ISBN رقم: 9844380278)
- القرآن الكريم مع النطق والعربية البنغالية وشين نزول. (البنغالية: আরবী বাংলা উচ্চারণ অর্থ ও শানে নুযুলসহ কোরআন শরীফ) ، [10] رقم ISBN: 98443806010
- رسالة القرآن (البنغالية: কোরআনের বাণী)
- مقدمة في القرآن (البنغالية: কুরআন পরিচিতি)
- رسائل من سيدة بعيدة (البنغالية: সুদূরিকার পত্র) [11]
- قاموس المنير العربي البنغالي [12] [13] [14]

باللغة الإنجليزية
- القرآن المجيد مع النص العربي والترجمة الإنجليزية [15]
- القرآن الكريم بالنطق البنغالي والإنجليزي [16] ISBN: 9844381204